# زمین‌لرزه ۲۰۲۳ نپال
زمین‌لرزه نپال ۲۰۲۳ (انگلیسی: 2023 Nepal earthquake) زمین‌لرزه‌ای به بزرگی ۵٫۷ در مقیاس ریشتر ناحیه جاجارکوت، استان کارنالی پرادش نپال است که در در ۳ نوامبر ۲۰۲۳، در ساعت ۲۳:۴۷ به وقت محلی نپال (۱۸:۰۲ یوتی‌سی) لرزاند و به کشته شدن ۱۵۳ نفر و مجروح شدن دست کم ۳۷۵ نفر دیگر انجامید. این زمین لرزه به‌طور گسترده‌ای در غرب نپال و شمال هند احساس شد که از سال ۲۰۱۵ تاکنون مرگبارترین زمین لرزه‌ای است که این کشور به خود دیده است.

## شرایط زمین‌ساختی
نپال در هیمالیا قرار دارد، جایی که فعالیت زمین‌لرزه با برخورد مداوم قاره‌ای بین صفحه هند و اوراسیا همراه است. این صفحات با سرعت ۴۰–۵۰ میلی‌متر (۱٫۶–۲٫۰ اینچ) در سال همگرا می‌شوند. صفحهٔ هند در زیر پوستهٔ قاره صفحه اوراسیا رانده می‌شود و گسل‌های رانشی را در امتداد منطقه برخورد تشکیل می‌دهد. رانش پیشانی اصلی عمدتاً این حرکت را تطبیق می‌دهد. زمین‌لرزه‌ها در امتداد این گسل‌های رانش در دوران تاریخی ویرانگر بوده‌اند.
بر اساس مطالعه‌ای که در سال ۲۰۱۴ در مورد رانش اصلی پیشانی منتشر شد، به‌طور متوسط هر ۷۵۰ ± ۱۴۰ سال و هر ۸۷۰ ± ۳۵۰ سال در منطقه شرق نپال، یک زلزله با بزرگی ۸ یا بیشتر رخ می‌دهد.یک مطالعهٔ دیگر در سال ۲۰۱۵ نشان داد که بین زمین لرزه‌ها در منطقه حدود ۷۰۰ سال تأخیر وجود دارد. این مطالعه همچنین نشان می‌دهد که به دلیل ایجاد تنش زمین ساختی، زمین لرزه‌های بزرگ مانند رویدادهای ۱۹۳۴ و ۲۰۱۵ در نپال ممکن است به دنبال یک الگوی زمین‌لرزه تاریخی به هم مرتبط باشند. یک بررسی در سال ۲۰۱۶ در مورد جفت‌ها و چرخه‌های زلزله‌های بزرگ تاریخی (M ≥ ۸) نشان داد که زمین‌لرزه‌های بزرگ مرتبط احتمالاً تا دهه ۲۰۲۰ در منطقه غرب چین محتمل خواهند بود.

## زمین‌لرزه
سازمان زمین‌شناسی ایالات متحده (USGS) اعلام کرد این زمین‌لرزه به بزرگی ۵٫۷ مگاوات و عمق آن ۱۶٫۵ کیلومتر (۱۰٫۳ مایل) بوده است. سازوکار کانونی صفحه گسل به صورت گسلش معکوس در امتداد یک صفحه روند شمال غربی-جنوب شرقی در شمال شرقی یا جنوب غربی تعیین شده است. بیش از ۲۵۰ پس‌لرزه به دنبال این زلزلهٔ اصلی ثبت شد که ۶ مورد از آنها به بزرگی بیش از ۴ ریشتر بودند. مرکز زمین‌لرزه در دهکدهٔ رامیدندا در ناحیه جاجارکوت تخمین زده شده است. پس لرزه‌ای به بزرگی ۵٫۳ نیز در ۶ نوامبر رخ داد.